# بوليميتال الدولية
شركة بوليميتال الدولية بي أل سي هي شركة تعدين ثمينة كازاخستانية مسجلة في مركز أستانا المالي الدولي ، أستانا ، كازاخستان . وهي مدرجة في بورصة أستانا الدولية وبورصة موسكو .

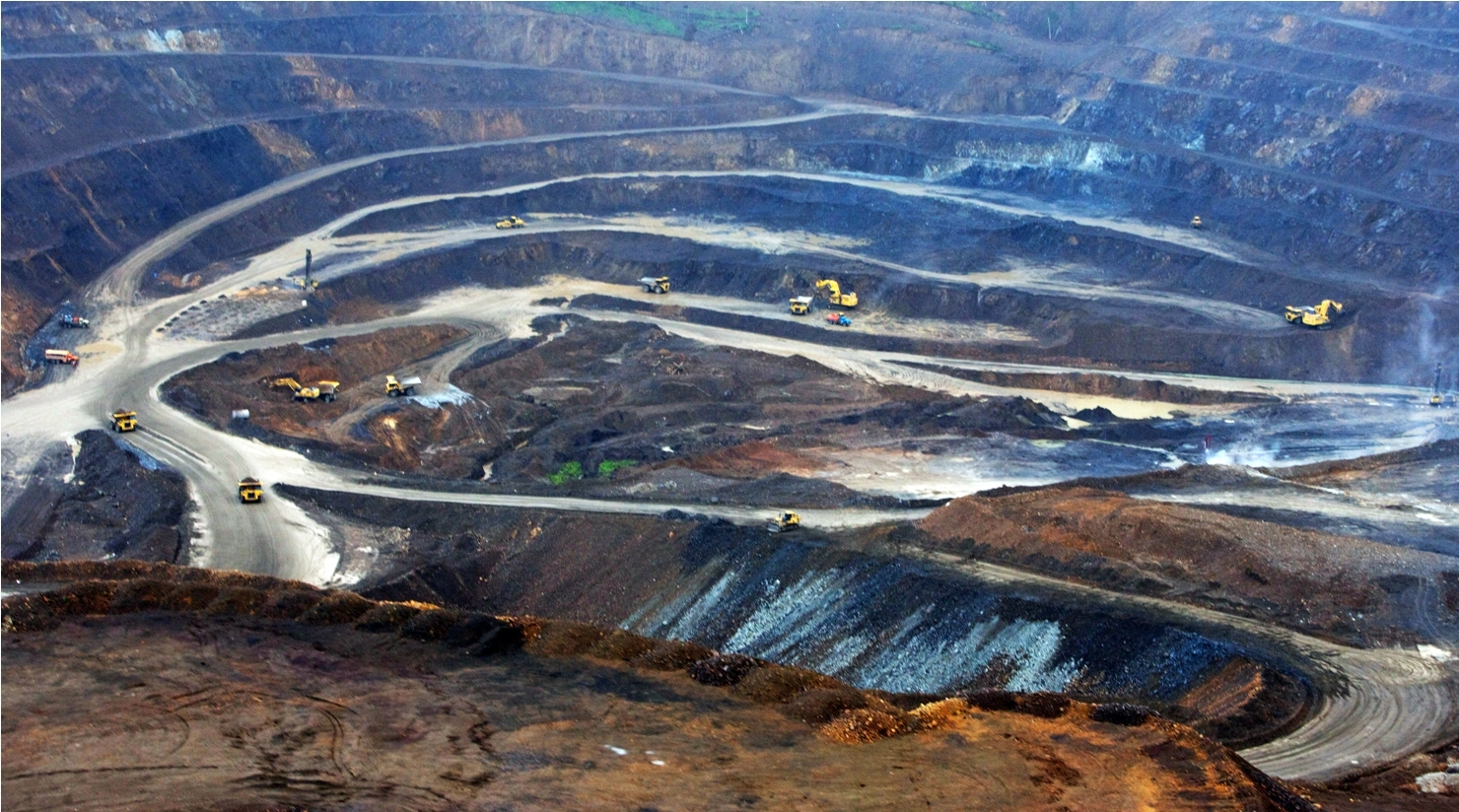
منجم مفتوح لشركة بوليميتال في خاباروفسك. مصدر الصورة: مجموعة تكنولوجيا المعلومات والاتصالات

## ملكية الشركة
اعتبارًا من 31 ديسمبر 2021، بلغت نسبة الأسهم الحرة المتداولة لشركة شركة بوليميتال الدولية بي أل سي
75.2%. كانت معظم النسبة المتبقية (23.9%) مملوكة لمجموعة أي سي تي التي كان المساهم الرئيسي فيها هو ألكسندر نيسيس . في يناير 2024، تم شراء حصة شركة الاتصالات المتكاملة من قبل شركة ميركوري للاستثمارات الدولية المملوكة للدولة العمانية من خلال شركتها التابعة معادن الدولية للاستثمار. كانت عائلة رجل الأعمال التشيكي الراحل بيتر كيلنر تمتلك 3.3% من خلال مجموعة شركات بي بي أف .

## البصمة الكربونية
أعلنت شركة بوليميتال عن إجمالي انبعاثات ثاني أكسيد الكربون (المباشرة وغير المباشرة) في 31 ديسمبر 2020 عند 1,103 كيلوطن (-95 /-7.9٪ على أساس سنوي).
| ديسمبر 2019 | ديسمبر 2020 |
| ----------- | ----------- |
| 1,198       | 1,103       |